# أوين موريس
أوين موريس (بالإنجليزية: Owen Morris)‏ هو ملحن ومنتج أسطوانات بريطاني، ولد في 13 مايو 1968 في كارنارفون(منطقة) في المملكة المتحدة.

## وصلات خارجية
- أوين موريس على موقع IMDb (الإنجليزية)
- أوين موريس على موقع ميوزك برينز (الإنجليزية)
- أوين موريس على موقع أول ميوزيك (الإنجليزية)
- أوين موريس على موقع ديسكوغز (الإنجليزية)